# Orthocis coluber
Orthocis coluber là một loài bọ cánh cứng trong họ Ciidae. Loài này được miêu tả khoa học năm 1874 bởi Abeille de Perrin.